# Албанско радио и телевизия
Албанското радио и телевизия (на албански: Radio Televizioni Shqiptar, RTSH) е държавното обществено радио и телевизия в Албания. Основано е през 1938 г., то управлява няколко радиостанции и телевизионни канала чрез местна предавателна мрежа, както и сателит. Международната телевизионна услуга чрез сателит RTSH Sat (преди това TVSH Sat) стартира през 1993 г. и е насочена към говорещите албански език в Косово, Сърбия, Северна Македония, Черна гора и Северна Гърция, както и албанската диаспора в останалата част на Европа.

## Телевизионни канали
| Логотип | Канал            | HD | Излъчване                         | Тематика                                                           |
| ------- | ---------------- | -- | --------------------------------- | ------------------------------------------------------------------ |
|         | RTSH 1           |    | цифрова ефирна телевизия          | разнообразна тематика                                              |
|         | RTSH 2           |    | цифрова ефирна телевизия          | разнообразна тематика, фокусирана предимно върху малцинствата      |
|         | RTSH 3           |    | цифрова ефирна телевизия, сателит | разнообразна тематика, фокусирана предимно върху диаспората        |
|         | RTSH Film        |    | цифрова ефирна телевизия          | международни филми и сериали                                       |
|         | RTSH Muzikë      |    | цифрова ефирна телевизия, сателит | албанска и международна музика, култура и развлекателни предавания |
|         | RTSH Shqip       |    | цифрова ефирна телевизия, сателит | албански филми, култура и развлекателни предавания                 |
|         | RTSH Shkollë     |    | цифрова ефирна телевизия, сателит | албански и международни програми за деца и юноши                   |
|         | RTSH Fëmijë      |    | цифрова ефирна телевизия          | албански и международни програми за деца                           |
|         | RTSH Sport       |    | цифрова ефирна телевизия          | спорт                                                              |
|         | RTSH Plus        |    | цифрова ефирна телевизия, сателит | албанска култура, развлекателни предавания и музика                |
|         | RTSH 24          |    | цифрова ефирна телевизия, сателит | новини                                                             |
|         | RTSH Agro        |    | цифрова ефирна телевизия          | селско стопанство, пътуване и туризъм                              |
|         | RTSH Satelit     |    | сателит                           | програма на RTSH 1 по сателит                                      |
|         | RTSH Kuvend      |    | цифрова ефирна телевизия          | излъчва само на живо от парламента                                 |
|         | RTSH Gjirokastra |    | цифрова ефирна телевизия          | местна телевизия за област Аргирокастро                            |
|         | RTSH Korça       |    | цифрова ефирна телевизия          | местна телевизия за област Корча                                   |
|         | RTSH Kukësi      |    | цифрова ефирна телевизия          | местна телевизия за област Кукъс                                   |
|         | RTSH Shkodra     |    | цифрова ефирна телевизия          | местна телевизия за област Шкодра                                  |

## Радиостанции
- Радио Тирана 1 – първа радио програма, фокусирана върху новини, дискусии и контакти
- Радио Тирана 2 – втора радио програма, насочена към младежта, излъчваща предимно музика
- Радио Тирана 3 – третата радио програма, посветена на всички жанрове на албанската музика
- Радио Тирана Интернационал – международна радиостанция, излъчваща на албански, английски, френски, гръцки, немски, италиански, сръбски и турски
- Радио Тирана Класик – радиостанция, излъчваща в Тирана на 101,2 MHz, посветена основно на класическата музика
- Радио Тирана Джаз – радиостанция, посветена на джаз класиката, излъчваща се само цифрово, а не и FM
- Радио Тирана Деца (Fëmijë) – радиостанция, посветена на албанските деца
- Радио Корча – за района на Корча
- Радио Аргирокастро – за района на Аргирокастро
- Радио Шкодра – за района на Шкодра
- Радио Кукъс – за района на Кукъс